# Digama pandaensis
Digama pandaensis là một loài bướm đêm thuộc phân họ Arctiinae, họ Erebidae.